# Pânico na Band

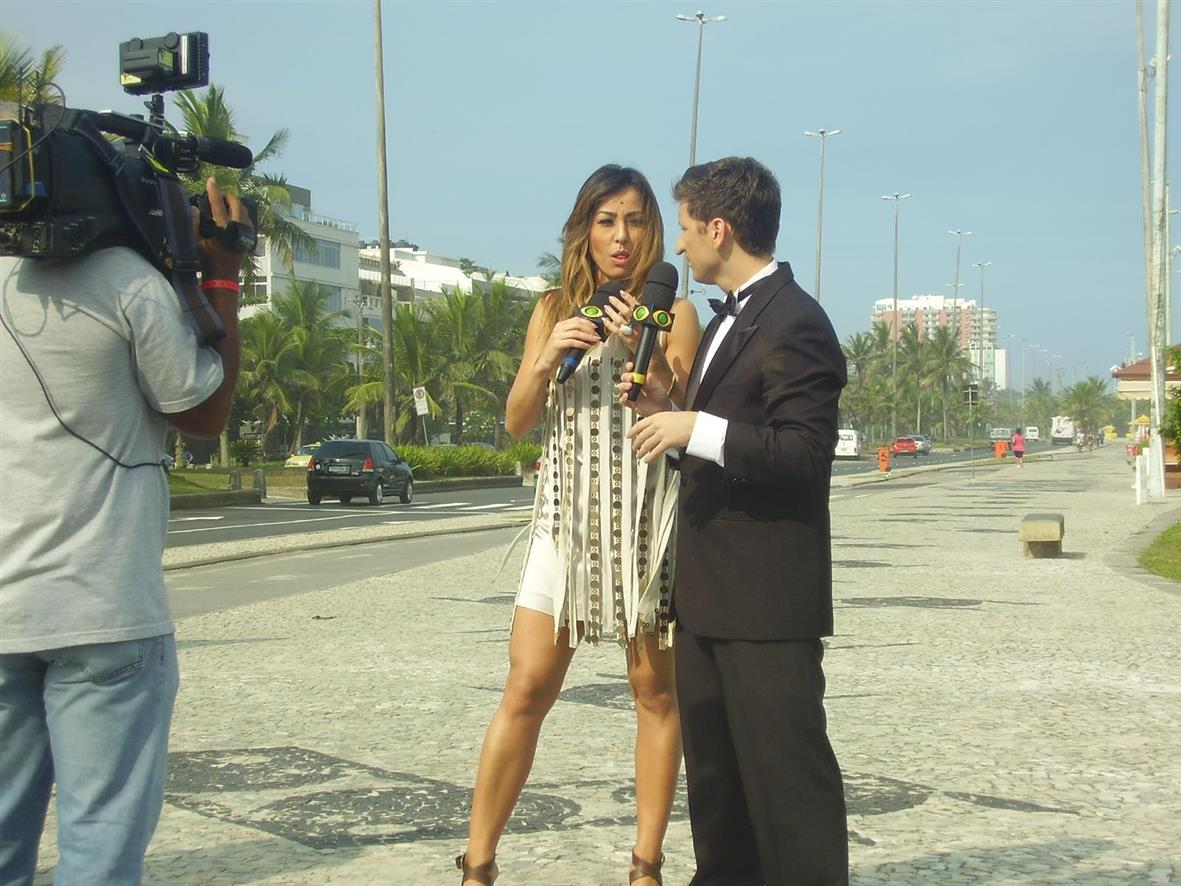
Sabrina Sato y Daniel Zukerman en la grabación de un episodio de Pânico na Band (2012)

Pânico na Band es un programa de televisión brasileño transmitido originalmente por Rede Bandeirantes desde el 1 de abril de 2012, presentado por Emílio Surita. 
(Traducción literal: Pánico en la Banda. Aunque a la emisora se le llama simplemente: Band).